# Teodor Economu

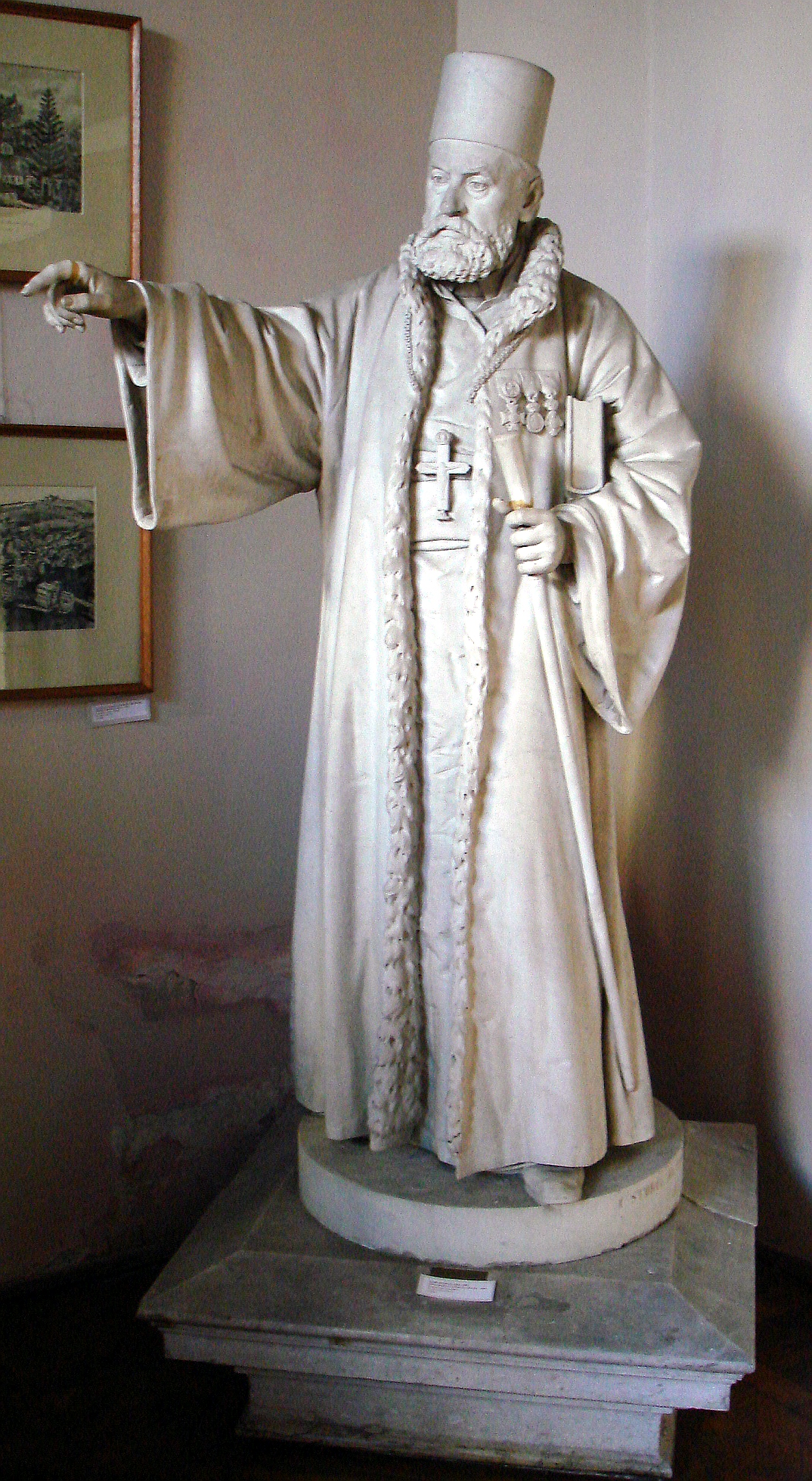
Statuia de marmură a protopopului Teodor Economu, realizată de sculptorul Karl Storck, expusă la Muzeul de Artă Frederic Storck și Cecilia Cuțescu-Storck

Teodor Economu (în alte documente Tudor Economu sau Tudor Iconomu) a fost un protopop, grec de origine, sosit în Țara Românească la începutul secolului al XIX-lea.
El este ctitorul Bisericii Sfântul Gheorghe Vechi, aflată în plin centrul orașului București, care a fost un timp sediul Mitropoliei Ungro-Vlahiei.
Din averea sa a instituit Fondul «Protopopul Tudor Economul», cu un capital nominal 260.000 de, lei din ale cărui beneficii să funcționeze școala profesională “Tudor Economul”, întemeiată tot de el.
De asemenea, în anul 1877 în curtea bisericii „Sfântul Nicolae” Udricani, protopopul Teodor Economu a construit ”Institutul de binefacere” (un azil pentru văduvele de război) în memoria soției sale presbitera Ecaterina, care a murit de tânără, construcție care există și azi.

## Cinstirea memoriei lui Teodor Economu
În curtea primei școli de meserii pentru fete, de pe Calea Călarașilor, întemeiată de Tudor Economu, s-a aflat timp de mulți ani statuia în mărime naturală a protopopului Tudor Economu, cioplită din marmură de Carrara. Când clădirea școlii a fost demolată, sculptura a fost salvată și adusă la Muzeul de Artă Frederic Storck și Cecilia Cuțescu-Storck. Statuia este opera muncii comune a lui Karl Storck și a fiului său cel mare, Carol Storck. Este considerată creația lui Storck-tatăl care a realizat modelul din ghips, transpus apoi în marmură de Carol Storck.